# Мали касапин
Мали касапин (енгл. The Butcher Boy) је роман ирског писца Патрика Макејба објављен 1992. године. Роман је постигао култни статус и писцу је донео награду за најбољи ирски роман године.
Књига је на српском језику објављена 2012. године у издању издавачке куће "Booka", на латиничном писму.

## Радња
Франси Брејди је дечак из малог ирског града Клонса . Његов отац је алкохоличар који ради у локалној кланици, а мајка домаћица склона самоубиству.
Књига почиње Франсијевим присећањем :" Када сам био момчић пре неких дваес триес или четрес година читав градић у ком сам живео дао се у потеру за мном због онога што сам урадио госпођи Њуџент". Њуџентови, успешна протестантска породица, имају све, бар у Франсијевим очима. Њихов син Филип иде у приватну школу и похађа часове музичког. Франси, заједно са својим најбољим другом Џоом Парселом, прави смицалице овој породици. Убрзо, ситуација се мења: Франсијеве смицалице прерастају у насиље, а Џо престаје да се дружи са њим и склапа пријатељство са Филипом. Потом, насиље достиже врхунац.